# Cshangguk
A cshangguk (hangul: 창극, handzsa: 唱劇, RR: Changgeuk) a phanszori (pansori)ból kifejlődött koreai opera megnevezése.

## Jellemzői
A cshangguk (changgeuk)előadásokon phanszori (pansori)darabokat ad elő több énekes, zenekari kísérettel, tánccal, egy-egy szerepet egy színész alakít, szemben a phanszori (pansori)val, ahol egyetlen énekes ad elő minden szereplőt és hagyományosan egy dobos kíséri.

## Története
Amikor elindult a modern koreai színjátszás, és megalakult a Vongaksza (Wongaksa) társulat 1903-ban, a phanszori (pansori) átalakult: egy énekes és egy dobos felállásból színházi társulattá alakult. A Vongaksza (Wongaksa) nem csak régi phanszori (pansori)műveket adott elő, de megpróbált új repertoárt is létrehozni. Az egyik ilyen újonnan írt darab a Cshö Bjongdu tharjong (Choi Byeong-du taryeong) (최병두타령, „Cshö Bjongdu (Choi Byeong-du) balladája”), mely egy korrupt hivatalnokról szólt.
A hagyományosan elfogadott elméletet, miszerint a műfaj 1903-ban, a kínai opera mintájára jött létre, korabeli újságok beszámolói alapján több kutató is cáfolja, és úgy vélik, hogy 1908 valósabb dátum lehet az első Vongaksza (Wongaksa)-beli előadásra. Andrew Killick, a Sheffieldi Egyetem kutatója szerint valószínűleg nacionalista érzelmek miatt terjesztették a korábbi változatot, mert elképzelhető, hogy a már 1906-1907 környékén Szöulban létező japán színházak is szerepet játszhattak a műfaj létrejöttében, ami korábban elfogadhatatlan volt a nemzeti érzelmű koreaiak számára.
1962-ben létrejött a Nemzeti Cshangguk (Changgeuk) Társulat, azonban a műfaj nem került be a dél-koreai kulturális örökségvédelmi programba.